# پیتر مایکل گوتز
پیتر مایکل گوتز (انگلیسی: Peter Michael Goetz؛ زادهٔ ۱۰ دسامبر ۱۹۴۱) یک هنرپیشه اهل ایالات متحده آمریکا است.
از فیلم‌ها یا برنامه‌های تلویزیونی که وی در آن نقش داشته‌است می‌توان به بهترین دفاع، دختر کوچک من، جهان به گفته گارپ، زندگی کینگ کونگ و شاهزاده شهر اشاره کرد.